# Ricardo Orsini
Ricardo Orsini (em italiano: Riccardo Orsini) foi o conde palatino de Cefalônia e Zacinto de antes de 1260 até sua morte em 1303/1304, e também capitão-geral de Corfu de 1286–90 e conde de Gravina em 1284–91. Ele também serviu como bailio angevino no Principado da Acaia de 1297 a 1300.

## Vida
Ricardo é geralmente considerado o filho de Mateus Orsini, conde palatino de Cefalônia e Zacinto, e uma filha do sebastocrator João Comneno Ducas. Contudo, dado o longo período entre o começo do reinado de Mateus nos primeiros anos do século XIII e a data atestada da morte de Ricardo, é possível que outro personagem pode ser intercalado entre Mateus e Ricardo, talvez o "conde Teodoro" referido num documento de 1264 (possivelmente filho de Mateus e pai de Ricardo).
É incerto quando Ricardo exatamente tornou-se conde palatino; ele não é especificadamente registrado pelo nome em nenhum documento até 1264. Contudo, segundo testemunho do cronista posterior Marino Sanudo, o Velho, ele ainda era jovem em torno de 1262, quando Guilherme II de Vilearduin assumiu a regência do condado após seu retorno do cativeiro bizantino. Alguns autores datam sua ascensão tão cedo quanto 1238, a data do último documento referindo Mateus Orsini, frequentemente assumido como a data de sua morte. Se assim for, Ricardo foi então talvez o "conde de Cefalônia" referido numa tentativa veneziana para formar uma aliança com os governantes francos da Grécia em ajuda do sitiado Império Latino de Constantinopla.
Já desde o tempo de seu pai, o conde palatino foi um vassalo do Principado da Acaia, e através dele, após o Tratado de Viterbo, do Reino de Nápoles. Nesta capacidade, ele também reteve o posto de capitão-general de Corfu e Butrinti na costa albanesa em 1286–90. Em 1291/92, ele participou com 100 cavaleiros numa campanha para ajudar o déspota do Epiro, Nicéforo I Comneno Ducas, contra os bizantinos que estavam sitiando Janina, junto com 400–500 cavaleiros da Acaia sob Nicolau III de Saint-Omer. Em troca, Nicéforo enviou sua filha, Maria, como refém para Cefalônia. Após os bizantinos serem repelidos, ela foi casada com o filho e herdeiro de Ricardo, João I Orsini. Isto despertou a indignação de Nicéforo, que não havia sido consultado, e quem não foi apaziguada até 1295, quando o jovem casal foi viver em sua corte.
Após a morte do príncipe da Acaia, Florente de Hainaut, sua viúva, a princesa Isabel de Vilearduin nomeou Ricardo para governar em seu nome como bailio e retirou-se para o castelo de Calamata. Seu mandato parece ter sido pacífico com relação ao conflito com os gregos bizantinos de Mistras, mas o assunto da sucessão permaneceu aberto pois Isabel teve uma filha, Matilda de Hainaut (nascida em 1293). Por sugestão de Ricardo Orsini, a jovem herdeira da Acaia foi casada com o duque de Atenas, Guido II de la Roche. Seu casamento ocorreu em 1305.
Ricardo manteve seu posto até 1300, quando foi substituído por Nicolau III de Saint Omer, sob conselho do chanceler Benjamim de Calamata. Isso começou um período de rivalidade entre Ricardo e Benjamim; em 1303, os amigos de Ricardo na corte persuadiram o príncipe Filipe de Saboia a deter Benjamim, que foi libertado após pagar 20 000 hipérpiros como resgate. Em resposta, Benjamim conquistou o ouvido do príncipe, e forçou Ricardo a pagar a mesma soma em troca da posse de metade duma vila, que retornou aos domínios principescos após a morte de Ricardo. Ricardo foi morto em 1303 ou 1304 por um de seus próprios cavaleiros, um homem chamado Leão.

## Família
Ricardo casou-se duas vezes: sua primeira esposa é desconhecida, e sua segunda, com que casou em 1299, foi Margarida de Vilearduin, filha da princesa Isabel. De seu casamento, teve quatro crianças, um filho, João I Orsini, e três filhas. Suas três filhas casaram com altos nobres de Acaia: um, Guilherma, casou-se com o grande condestável João Chauderon, que morreu em 1299, e depois disso com Nicolau III de Saint Omer; a segunda casou-se com João de Durnay, barão de Gritzena; e a terceira casou-se com Engelberto de Liederkerque, um sobrinho do príncipe Florente de Hainaut, que sucedeu Chauderon como condestável. De seu segundo casamento, Ricardo teve uma filha, mas ela morreu infante.